# زگارتوویتسه (استان اشوی‌داشکسیه)
زگارتوویتسه (به لهستانی: Zegartowice) یک منطقهٔ مسکونی در لهستان است که در گمینا ایمیلنو واقع شده‌است.